# Alena Vykulilová
Alena Vykulilová (* 20. srpna 1953 Jihlava) je česká fotografka. Věnovala se reportáži, sociálnímu dokumentu, fotografii aktu, krajiny; vyzkoušela různé fotografické techniky.

## Život a dílo
Narodila se 20. srpna 1953 v Jihlavě. Pracovala jako laborantka ve výzkumném ústavě (farmakologie). Jako fotografka se zaměřuje mimo jiné také na sociální dokument, zvláště z nemocničního prostředí. Její snímky nechyběly na Národních přehlídkách fotografie v Olomouci, ať již v kategorii do 25 let, či později, kdy se stala jednou ze šesti členek tehdy pravděpodobně jediné ženské skupiny na světě pod názvem FEMINA (Šplíchalová, Perglová, Hamplová, Dušková, Černíková, Matějková). Několikrát se skupinou FEMINA vystavovala své soubory, například v roce 1980 v síni Fotochemy v Praze a také v Hradci Králové. Fotograf a novinář Václav Jírů, autor přehlídek fotografií na Staroměstské radnici pod názvem Ženy s kamerou, vždy Vykulilovou akceptoval. V současnosti její fotografie nechybí na soutěžních přehlídkách Praha fotografická.
Ke vzniku výmluvného a rozsáhlého souboru z nemocničního prostředí Aleně Vykulilové napomohla ponejprv vlastní hospitalizace. Nemocniční atmosféru však autorka neopustila ani později a navštěvovala nemocnici i nadále. Nakonec absolvovala studium nultého ročníku u profesora Jána Šmoka na FAMU, stejně tak kurzy v pražském Planetáriu (prof. Rudolf Skopec, ak. malíř Zdeněk Virt, prof. Jan Schlemmer, J. Trojan a další).
Prostředí bílých plášťů přivedlo fotografku také k častým návštěvám zdravotnické školy, kde dokumentovala výuku počínání studentek. Později americké renomované nakladatelství “TIME – LIFE books” vydalo v roce 1983 knihu věnovanou fotografování dětí od zrodu fotografie až po současnost. Československou fotografii v ní zastupovali jen tři tuzemští autoři – Dagmar Hochová, Jan Saudek a právě Alena Vykulilová.
V souboru fotografií z nemocničního prostředí objevíme hlubší ponor do časů již zmizelých, a přesto je z nich cítit nefalšovaná dětská radost, stejně tak bolest, ale také přání hrát si, třeba i na lékaře. V současnosti autorka postihuje změny a kvas ve společnosti reportážní formou, která má v sobě cosi ze zachycování konzumního stylu žití. Přešla samozřejmě na digitální fotografii a nezajímavý není ani její názor na současnou fotografii:
| „                  | Ať si každý fotí co chce, ale musí se také rozhlížet okolo sebe. Možná to samé už někdo vyfotil před ním. Nejdůležitější ze všeho je naučit se oddělovat zrno od plev. I o tom je totiž fotografie. Nakonec dobrou fotografii zhodnotí stejně až čas. Jsou ale mezi námi také autoři, ale třeba i kurátoři, co se touží svým pokyvováním hlavou někomu zavděčit. Zřejmě by se mělo vědět, kdo s nějakým nápadem přišel jako první. A pak ten rukopis! V něm je zřejmě zakopaný pes celé fotografie. Názory mohou být samozřejmě různé, avšak čas je pro nás všechny jediným měřítkem… | “ |
| — Alena Vykulilová | |   |

V roce 1982 společně s Danou Kyndrovou byla ministerstvem kultury vybrána na týdenní kurz do školicího střediska pro mladé evropské autory v německém městě Burghausen.
V současnosti ji digitální kamera opět přivedla k reportáži (mimo sociálního dokumentu fotografovala akty, krajinu a vyzkoušela různé fotografické techniky), ale opět se také zajímá o historické fotografické techniky. V roce 2011 navštěvovala kurzy u prof. M. Vojtěchovského. V roce 2012 absolvovala kurz Dírkové kamery.
Jejím partnerem byl fotograf František Dostál. 

### Skupina OČI
Encyklopedie českých a slovenských fotografů (ASCO Praha 1993) připomíná také fotografickou skupinu OČI, která vznikla v roce 1977 na půdě VŠ dopravní v Žilině a o dva roky později vyhlásila svůj program v tzv. Manifestu všedního dne. Členkou skupiny se později rovněž stala Alena Vykulilová. Skupina OČI vydávala svůj časopis Dioptrie, v němž publikovala rovněž texty o dokumentární fotografii. Na sociální dokument se zaměřila také Alena Vykulilová zvláště v nemocničním prostředí.

## Zajímavosti z tisku
V článku Karla Soukupa v Československé fotografii (č. 5/1978) věnované autorům do 25 let se o A. Vykulilové, která se vůbec poprvé představila motivy ze setkání kamenů a stromů v zadumané krajině, mimo jiné také píše: Ze lži nás usvědčují ti, kteří dokázali jít pomaleji a vidět lépe. Například právě Alena Vykulilová. Jenže ve chvíli, kdy zjistíme, že té holce ještě není pětadvacet, vyrojí se vám v hlavě řada poťouchlých otázek. Odkdy přísluší mladým meditovat o odtažitých věcech života?
Na jiném místě se píše: A. V. dává přednost klidné cílevědomé tvorbě před tak častou – a zvláště právě u mladých autorů! – honbou za jedinečnými senzačními záběry.
Čtvrtletník Revue fotografie (č. 4/1981) již autorku v článku „Odhalovat člověčenství v nás…“ představuje poněkud jinak. Její snímky z dětské nemocnice prošly úspěšně několika výstavami a část z nich publikoval Mladý svět. Poctivé zaujetí a žádné předstírání uměleckosti nesvědčí rozhodně o chvilkové posedlosti fotografií. Autorka je znalá zvláštních fotografických technik (dvouletý kurz v pražském Planetariu). Izohélie a sabatiéry z nic neříkajících negativů proto opustila. Kdo přejímá cítí se slabým, sama často říká, když kriticky hodnotí fotografie.
| „                | „Nemocnice není zrovna nejveselejší prostředí a fotografická výpověď Aleny Vykulilové jen podtrhuje tuto zvláštnost uzavření mezi čtyřmi stěnami, kde radost se ordinuje jen na lidský předpis“. | “ |
| — Rudolf Křesťan | |   |

## Výstavy a sbírky
Výstavy:
- FOMA / Praha 1980 (se skupinou FEMINA)
- Galerie NOVA/ Košice 1989
- Galerie Čerťák/ Tmaň 2013

Zařazena ve sbírkách:
- Moravská galerie v Brně
- Svaz českých fotografů (členka od r. 1974)
- Galerie Znovín, Znojmo

## Ocenění
- Cena Vysočiny 1980
- Stříbrná medaile ŽENA Strakonice 1981

## Zařazena v publikacích
- Fotojahrbuch 1979 (D)
- Photography Year Book 1985 (U.K.)
- Jeden den v životě České republiky (Frey), 2008
- Photographing Children (Time Life Books) 1983 (USA)

## Kurzy
- Planetárium 1973–1974 (prof. R. Skopec, Z. Wirt, J. Trojan aj.)
- Fy ŠKODA, Digitální fotografie (P. Scheufler), 2004
- Muzeum fotografie Jindř. Hradec, Staré techniky (prof. M. Vojtěchovský), 2010
- NT muzeum Praha, Dírkové kamery (T. Stanzel), 2011

## Galerie

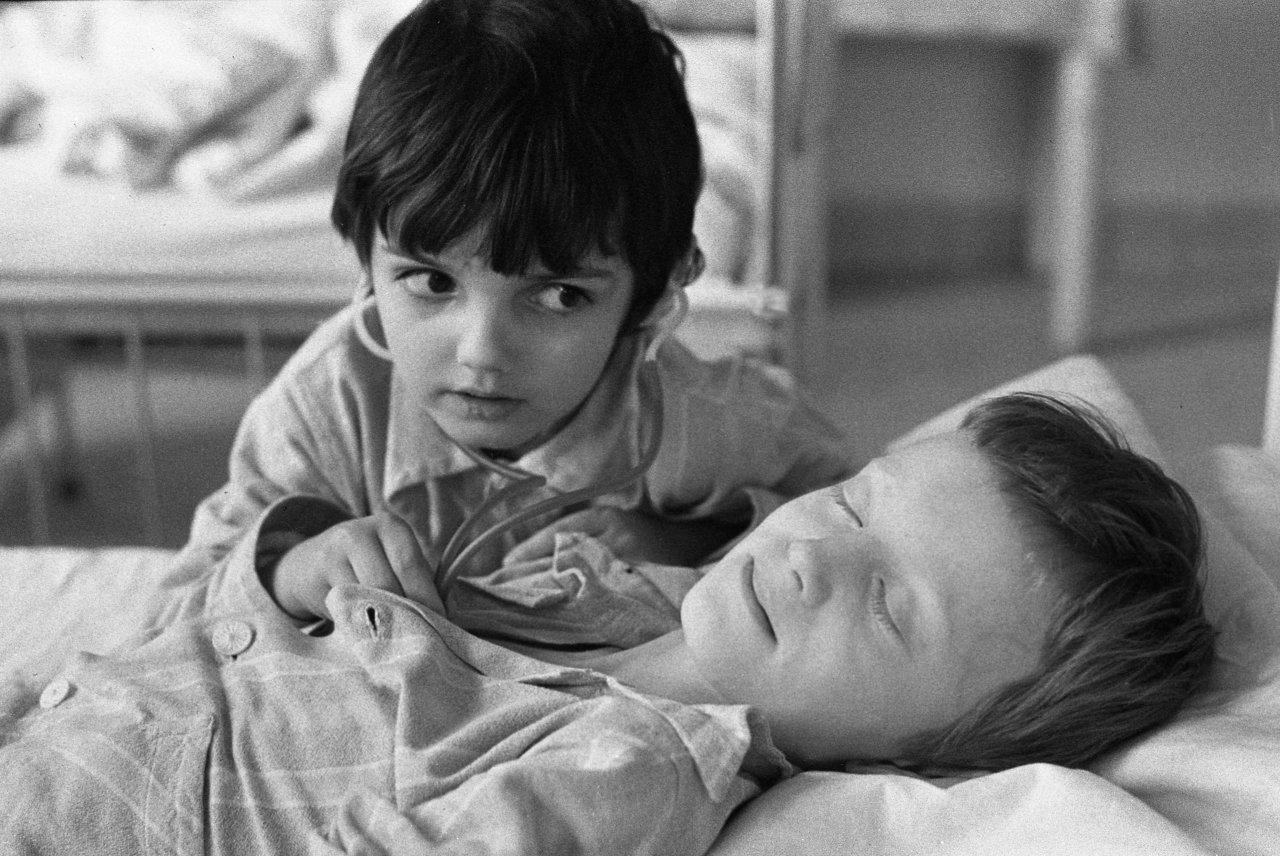
Z cyklu Dětská nemocnice, 1976–8
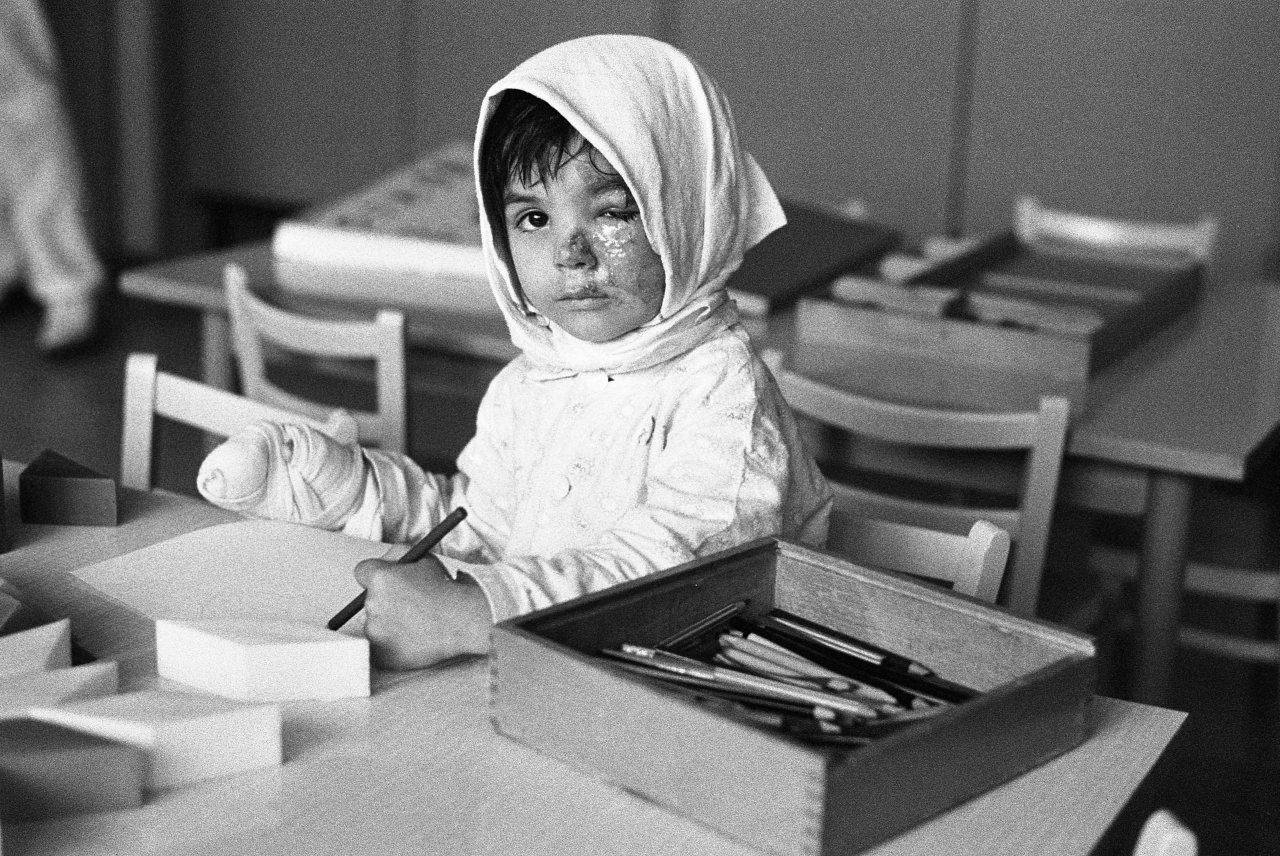
Z cyklu Dětská nemocnice, 1976–8
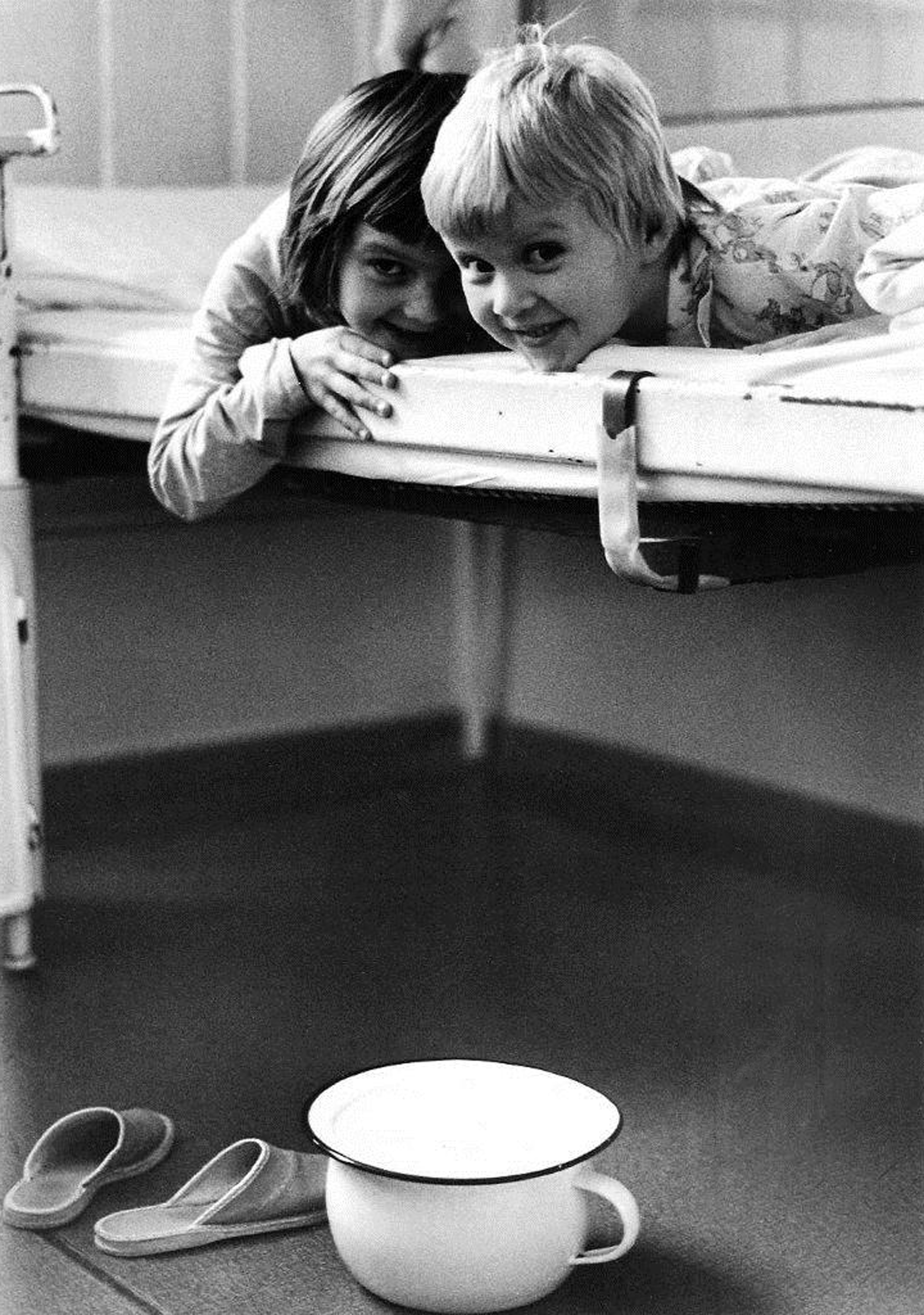
Z cyklu Dětská nemocnice, 1976–8
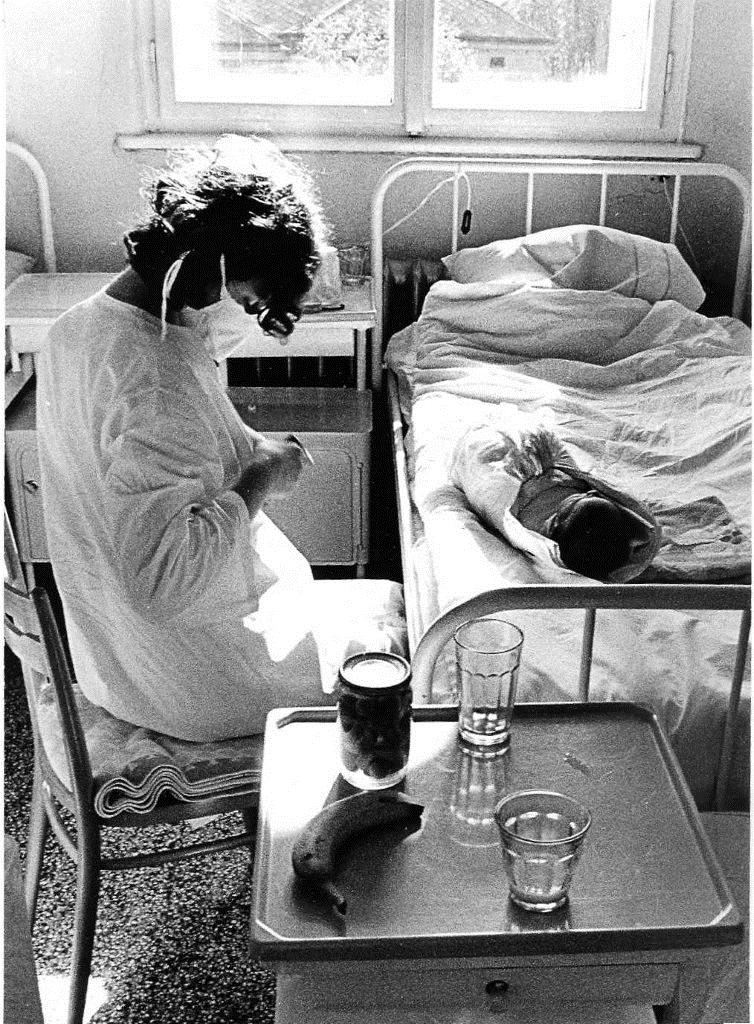
Z cyklu Porodnice, 1978
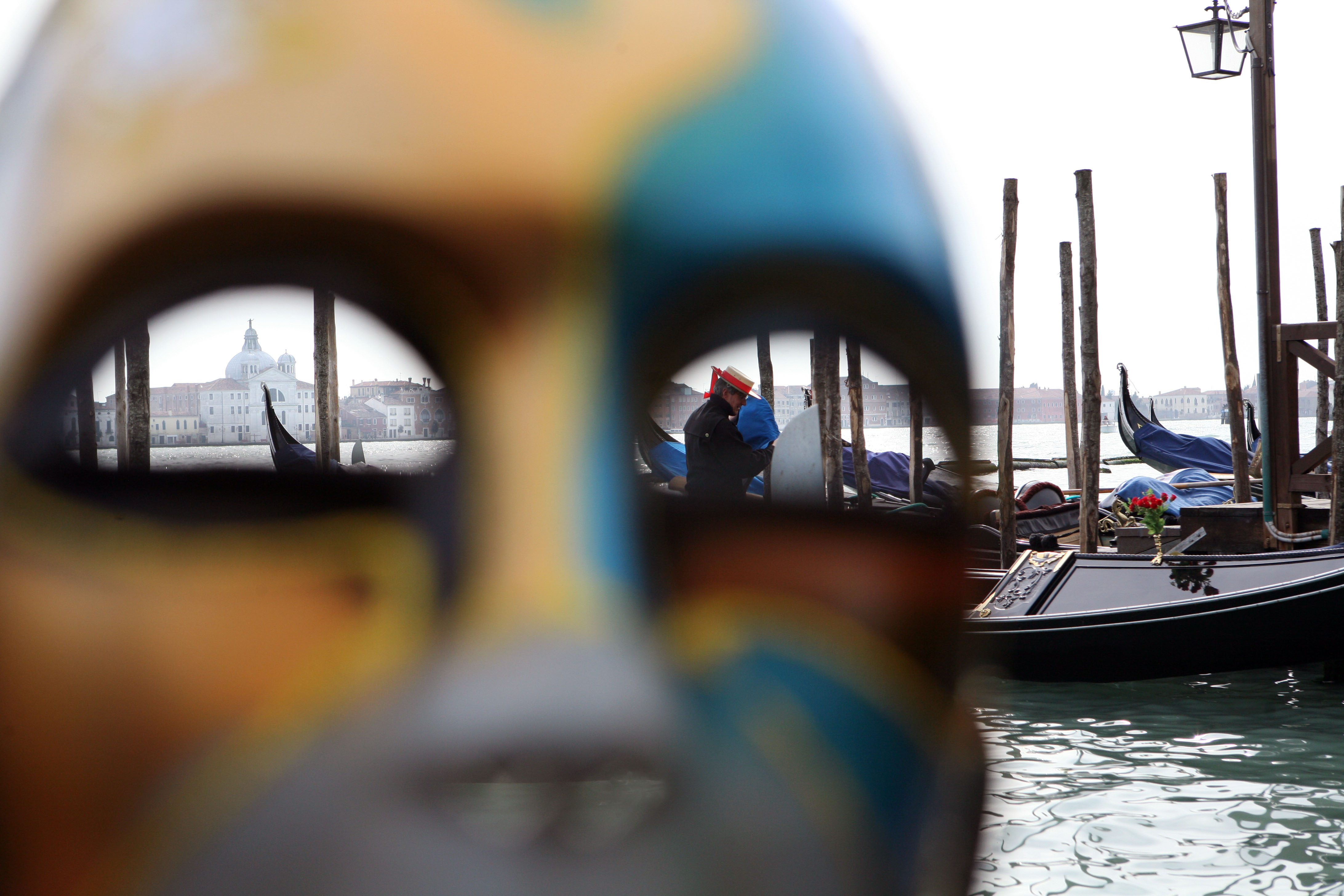
Karneval Benátky, 2010
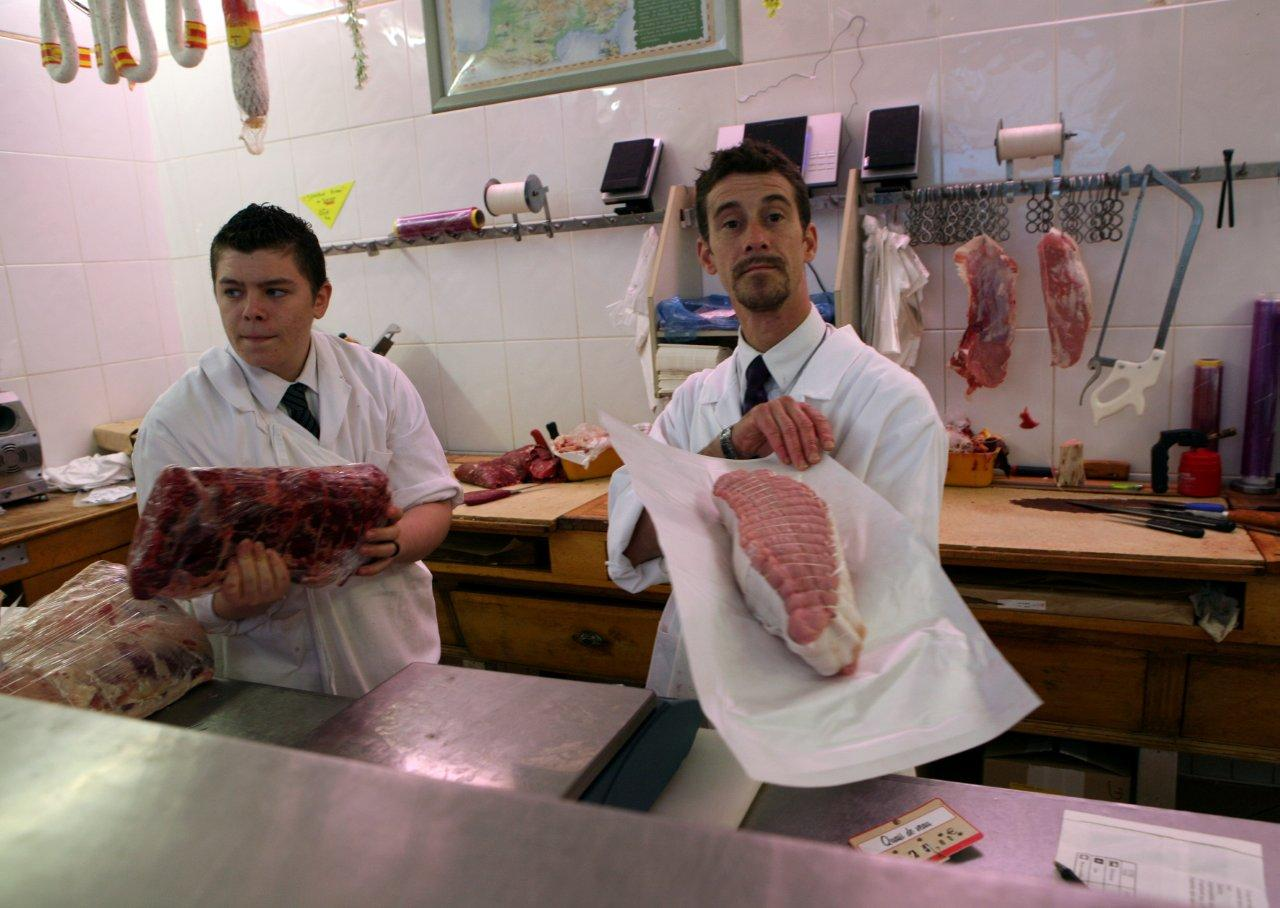
Řezníci z Paříže, 2010
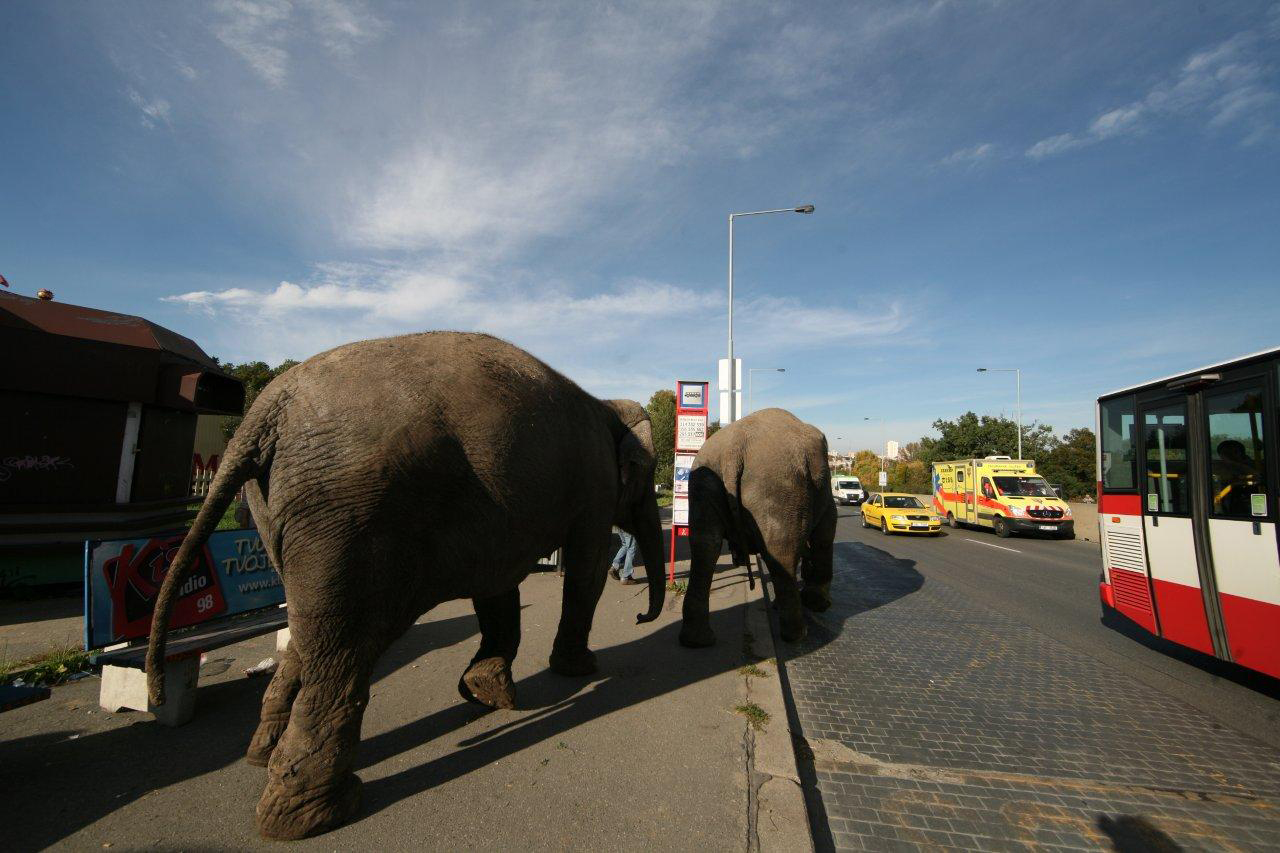
Sloni na cestách, 2012
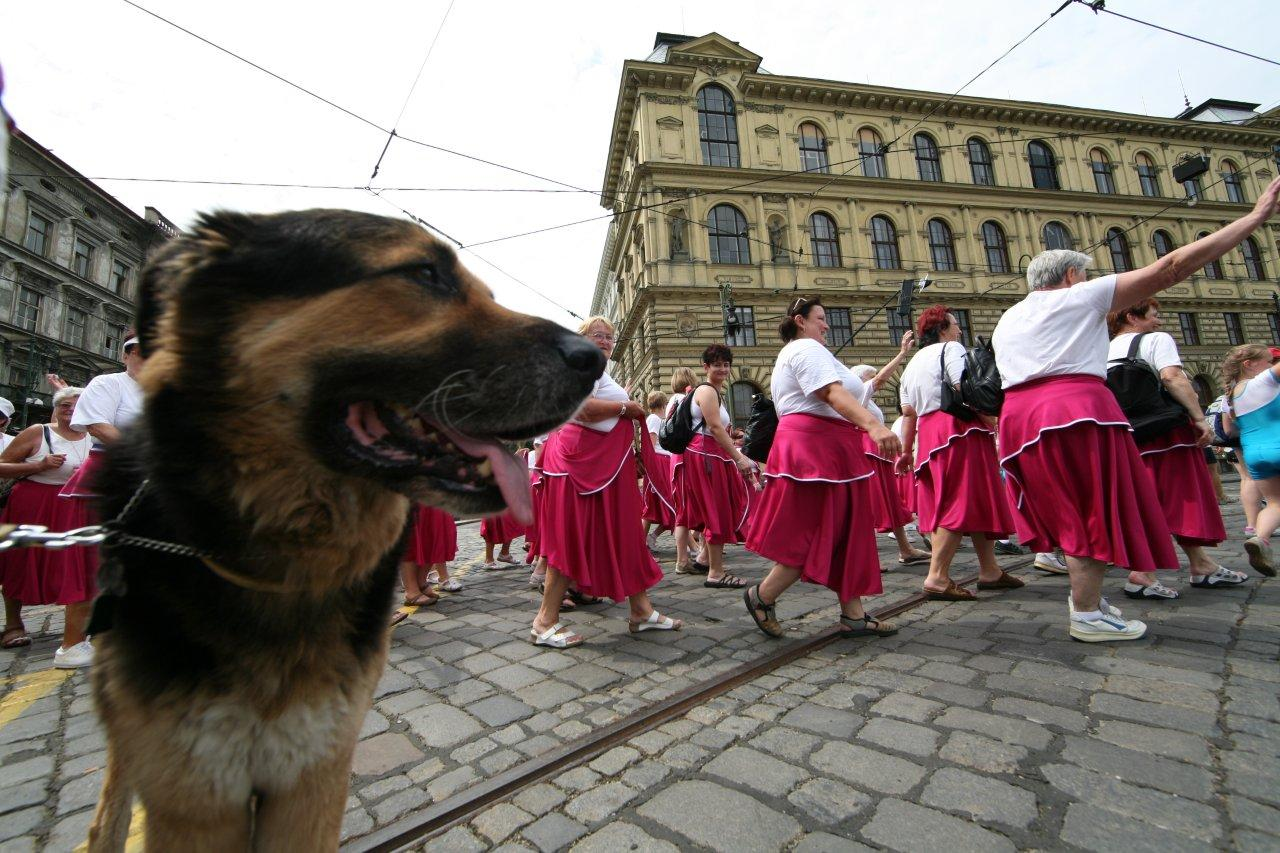
Sokolky pod kontrolou, 2012